# Lavoisiera pulchella
Lavoisiera pulchella là một loài thực vật có hoa trong họ Mua. Loài này được Cham. mô tả khoa học đầu tiên năm 1834.